# KZ Beendorf
Das Konzentrationslager Beendorf („SS-Arbeitslager A3“) in der Nähe von Beendorf bei Helmstedt bestand aus zwei Außenlagern des KZ Neuengamme und des KZ Ravensbrück. Die Häftlinge mussten unterirdisch, zum Schutz vor Bombardierung der Produktionsanlagen, für die Luftstreitkräfte in zwei Schächten von Salzbergwerken arbeiten.

## Lager
Ab März 1944 wurde ein Lager für männliche und ab August ein weiteres für weibliche KZ-Häftlinge errichtet, um in zwei unterirdischen Salzbergwerken bei Beendorf und Morsleben in einer Tiefe von 425 und 465 Metern in Produktionshallen zu arbeiten. Kriegswichtige Flugzeugproduktion wurde, durch den für diesen Zweck gebildeten sogenannten Jägerstab unter Federführung des SS-Obergruppenführers Hans Kammler, zum Schutz vor Bombenangriffen unterirdisch verlegt. Im August 1944 wurden zusätzlich 2.500 deutsche, sowjetische, polnische und französische weibliche KZ-Häftlinge, die aus dem KZ Ravensbrück kamen, als Zwangsarbeiterinnen eingesetzt. Die Frauen des Konzentrationslagers stellten nicht nur Munition, sondern auch Teile für das Flugzeug Me 262 und für die Raketen V1 und V2 her. Die Häftlinge arbeiteten täglich zwölf Stunden an Maschinen für die Berliner Askania Werke und für das Luftfahrtgerätewerk Hakenfelde GmbH, einer Tochtergesellschaft von Siemens. Die Bergwerke „Marie“ bei Beendorf und „Bartensleben“ bei Morsleben erhielten die Decknamen „Bulldogge“ und „Iltis“. 
Am 10. April 1945 erfolgte die Räumung beider Lager in Eisenbahnwaggons über Magdeburg, Stendal und Wittenberge in das KZ Wöbbelin bei Ludwigslust, wo die Männer bis zu ihrer Befreiung durch amerikanische Streitkräfte am 2. Mai 1945 blieben. Die Frauen wurden weitertransportiert, wobei zahlreiche an Erschöpfung, Hunger und Durst starben, bis sie um den 20. April Hamburg erreichten. Dort wurden sie auf die Hamburger Außenlager in Eidelstedt, Langenhorn, Sasel und Wandsbek verteilt. Am 1. Mai konnten viele Frauen mit Hilfe des Roten Kreuzes Dänemark oder Schweden erreichen.
Der Kommandoführer SS-Obersturmführer Gerhard Poppenhagen erhielt in einem von Juli bis August 1946 in Hamburg stattfindenden Militärprozess 15 Jahre Haft, der Block- und Rapportführer Anton Brunken wurde zum Tode verurteilt und Anfang 1947 hingerichtet und der Wachtruppenführer erhielt eine fünfjährige Haftstrafe.

## Gedenkstätten
Auf dem Beendorfer Friedhof sind etwa 100 KZ-Häftlinge bestattet. Dort befindet sich ein Gedenkstein mit einer Inschrift und ein Gedenkstein der Fédération Internationale des Résistants. In der Beendorfer Ortsmitte wurde in den 1960er Jahren ein Mahnmal eingeweiht. Der Beendorfer Schuldirektor richtete 1971 in der Beendorfer Schule eine Ausstellung zur Geschichte des Außenlagers ein. Als man in Sülstorf, in dem Ort, in dem der Zug der Frauen drei Tage angehalten wurde, 1947 ein Massengrab mit den Leichen von 53 jüdischen Frauen entdeckte, errichtete die jüdische Landesgemeinde Mecklenburg 1951 dort eine Gedenkstätte.